# Gabinia de nocturnis coetibus
Gabinia de nocturnis coetibus va ser una antiga llei romana d'època desconeguda i de la que es dubta de la seva existència, que castigava amb la pena de mort, conforme era tradició, al qui promogués o assistís a reunions secretes dins la ciutat de Roma.